# Polizei-Zelle

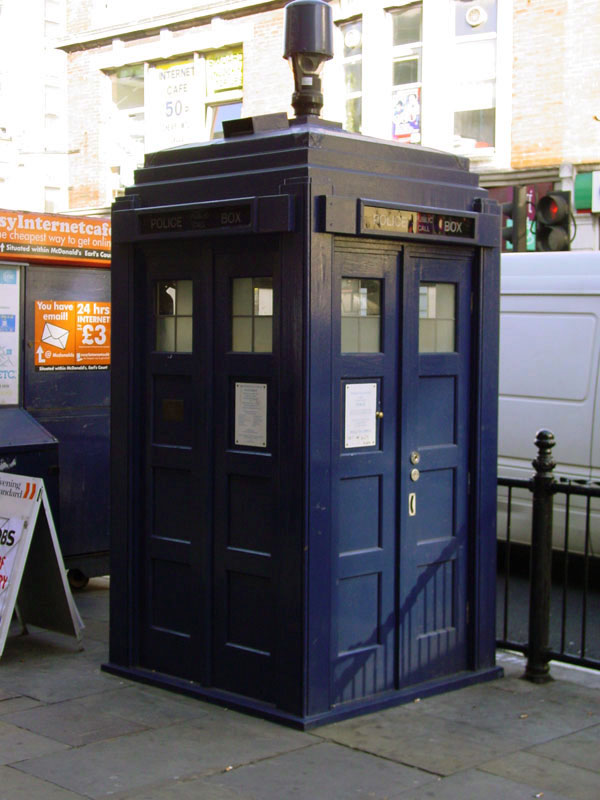
Polizei-Zelle seit 1930, U-Bahn-Station Earl’s Court

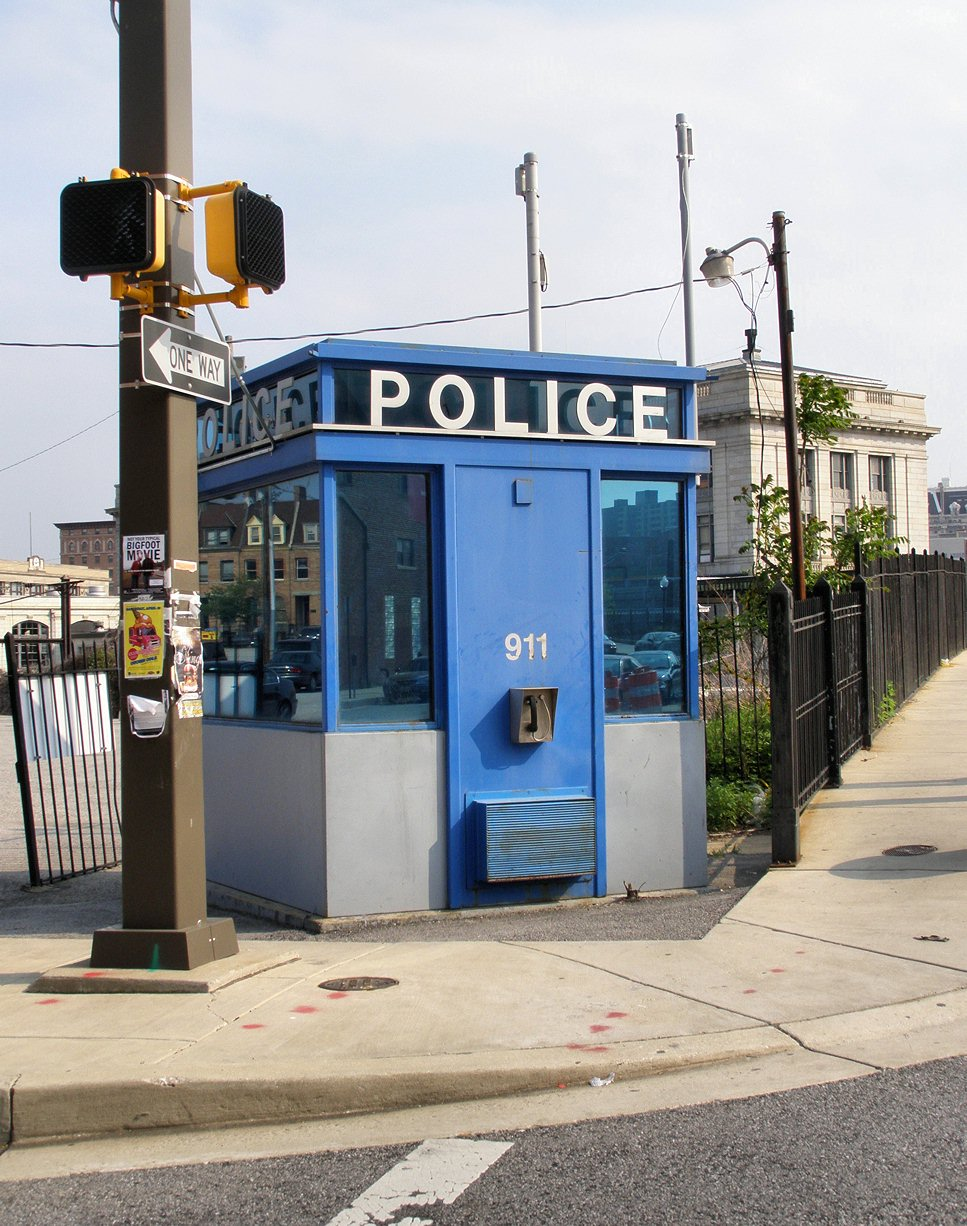
Moderne Polizei-Zelle in Baltimore

Eine Polizei-Zelle ist eine öffentliche, multifunktionale Zelle mit einem Telefon- oder Telekommunikationsanschluss. Die Zellen wurden hauptsächlich im 20. Jahrhundert von der US-amerikanischen und britischen Polizei benutzt. Die Form und Größe ähnelt zumeist der einer Telefonzelle. Die japanischen Kōban sind größer und haben mehr Funktionen.

## Funktionen

### Für die Bürger
- Anruf der nächsten Polizeistation mittels eines Telefons, das in der Tür und von außen erreichbar ist.[1]
- Moderne Zellen bieten Zugriff auf ein umfangreiches elektronisches Informationssystem der Polizei.[2]

### Für die Polizisten
- Telefonischer Kontakt zur nächsten Polizeistation.
- Festsetzung von Straftätern innerhalb der Zelle.
- Zugriff auf ein Straftatenverzeichnis, einen Erste-Hilfe-Kasten und andere Hilfsmittel der Polizeiarbeit.[3]

## Geschichte
Die erste Polizei-Zelle wurde im Jahr 1877 im amerikanischen Albany errichtet. Weitere Exemplare folgten 1883 in Washington, D.C., 1884 in Chicago und Detroit und 1885 in Boston.
Später wurde die Erfindung auch in Großbritannien eingeführt. Die erste britische Zelle wurde 1891 in Glasgow eingerichtet; sie war hexagonal, rot und besaß eine Gaslaterne auf dem Dach. Das erste rechteckige Modell gab es 1923 in Sunderland. 1925 folgte Newcastle und ab 1928 auch London. Britische Polizei-Zellen waren in der Regel blau; in Glasgow hatten sie diese Farbe erst ab den späten 1960er Jahren.
Im Jahr 1953 gab es insgesamt 685 Polizei-Zellen in London. Sie spielten bis etwa 1970 eine wichtige Rolle im Polizeialltag. Dann verloren sie durch die Einführung des Polizeifunks an Bedeutung. Ab 1997 wurde das Konzept wieder aufgegriffen und begonnen, in einigen Städten Großbritanniens neue Zellen zu errichten. Diese hatten nun, der Zeit entsprechend, mehr Funktionen, wie Kameras und ein modernes Telefon. Neuere Arten gleichen teils mehr einer Art Polizei-InfoPoint.

## Niederschlag in der Populär-Kultur
Die altmodischen Polizei-Zellen sind in der neueren Zeit auch dadurch noch sehr bekannt, dass die Zeitmaschine TARDIS aus der Fernsehserie Doctor Who das Aussehen einer solchen hat. Als Erklärung dafür gibt die Serie einen technischen Defekt des eingebauten Tarn-Mechanismus an, der sich eigentlich in die Umgebung der jeweiligen Zeitperiode einpassen soll. Besonders in Großbritannien haben die Zellen daher einen besonderen Kultstatus.

## Galerie einiger Exemplare

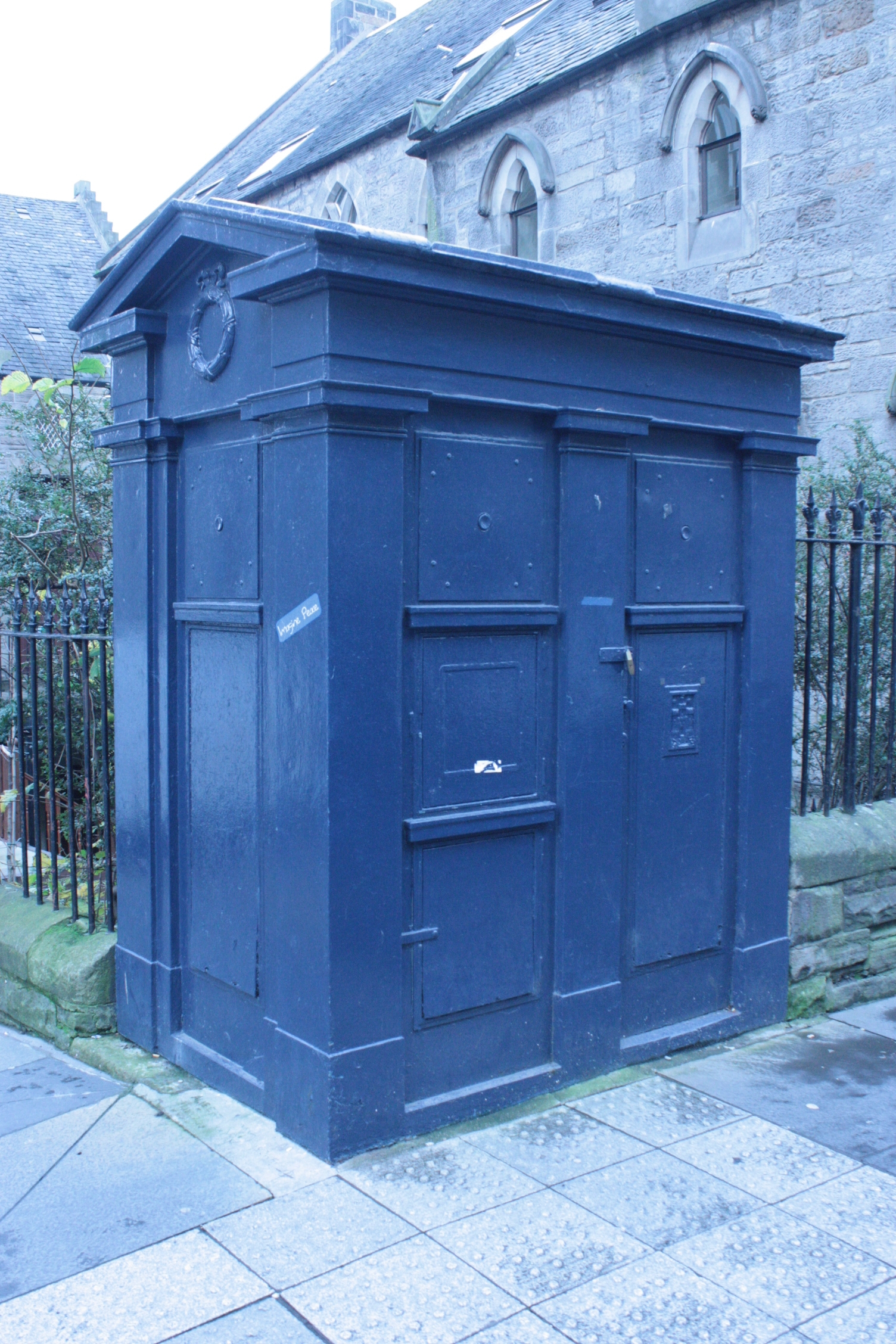
Variante in Edinburgh
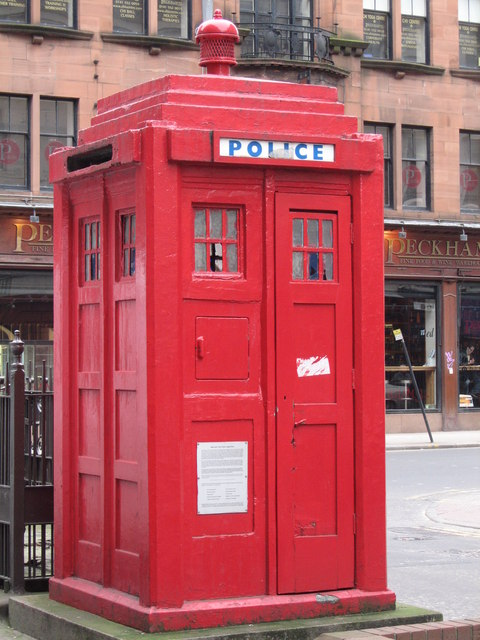
Ein Modell in Rot
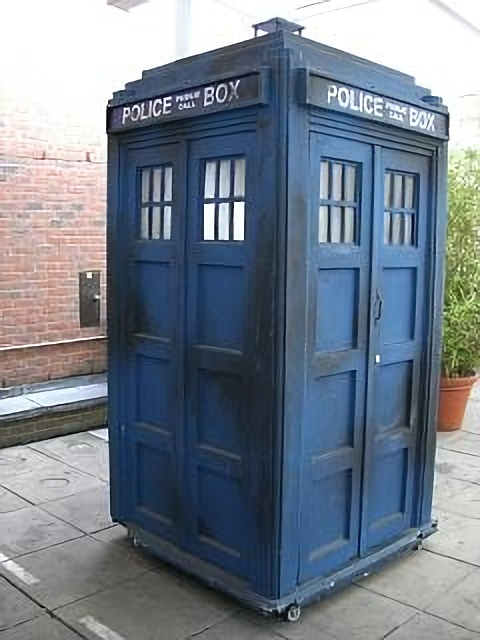
TARDIS, Requisit aus der Serie Doctor Who
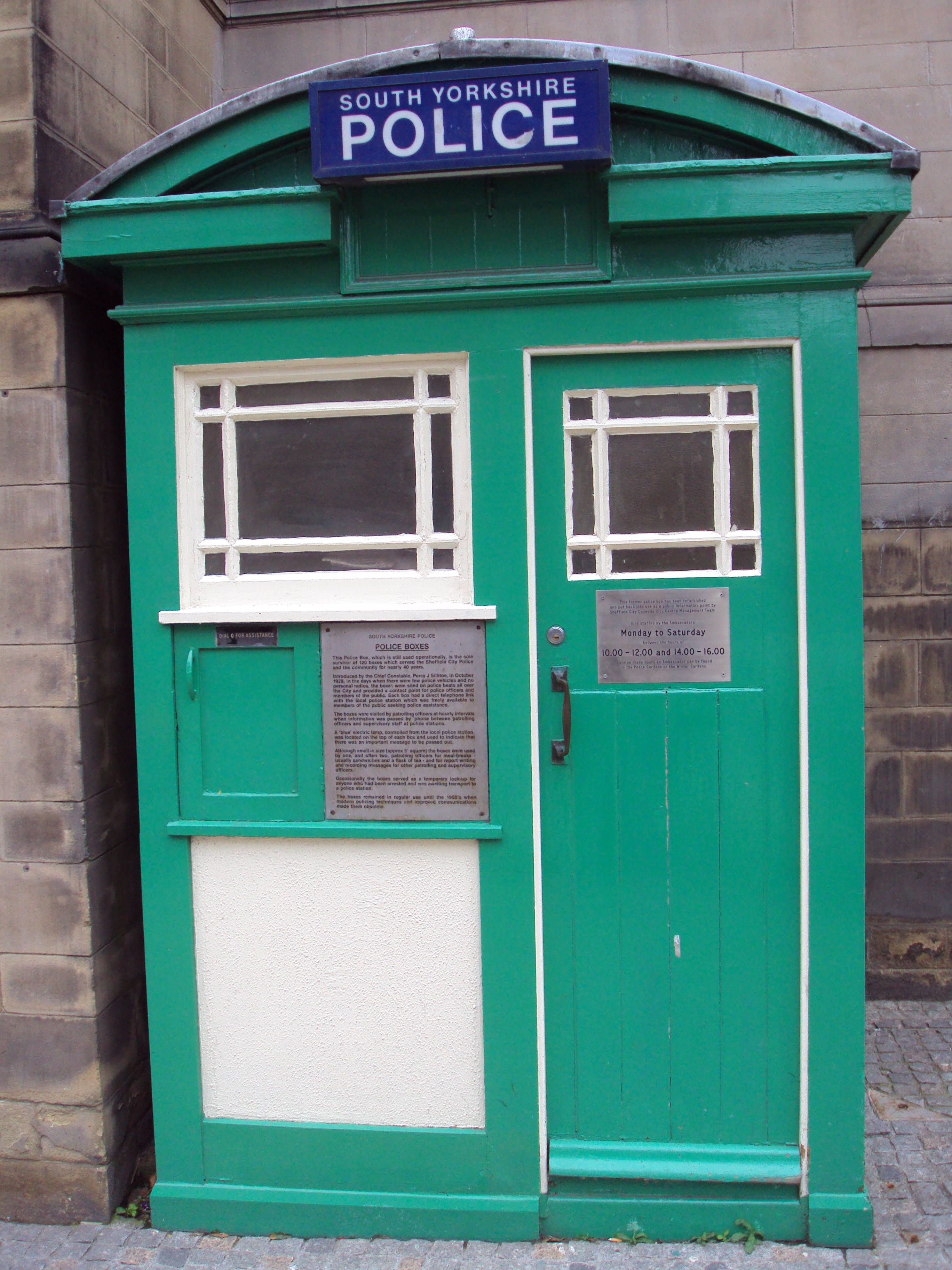
Variante in Sheffield
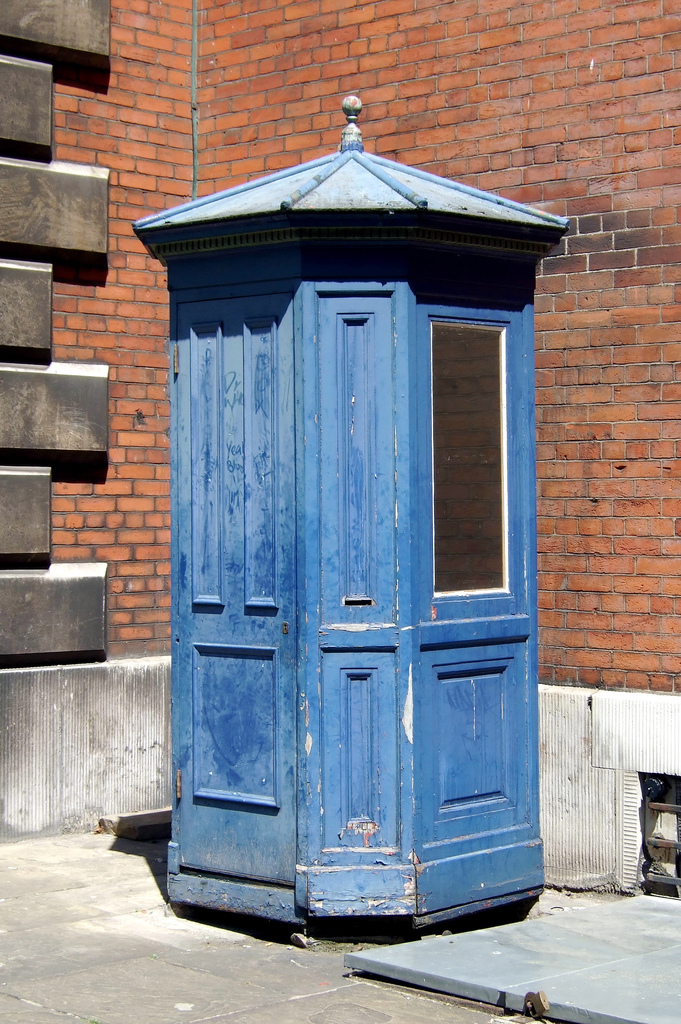
Älteres Modell in Covent Garden
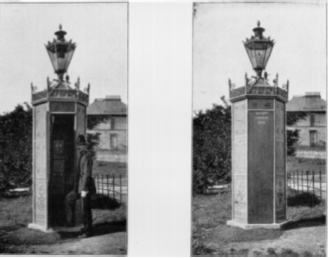
Modell von 1894 in Glasgow